# Mauro Tomasi
Mauro Tomasi (Ala, 19 giugno 1968) è un atleta paralimpico italiano, vincitore del titolo nazionale nella categoria T51 alla Maratona di Roma 2017.

## Biografia

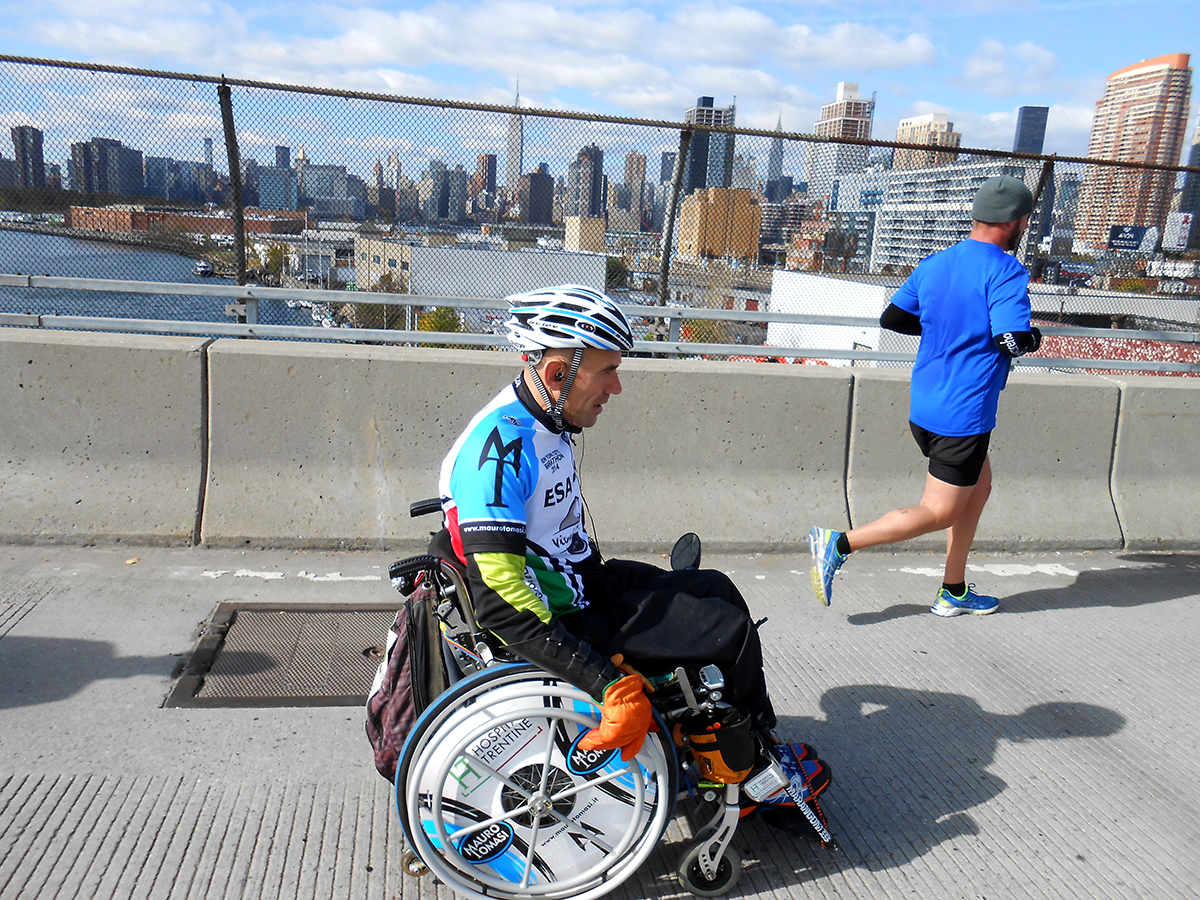
Mauro Tomasi alla Maratona di New York 2014

Nel 2000, in conseguenza di un incidente motociclistico, è rimasto paralizzato dalla cinta in giù, perdendo l'uso del braccio sinistro. Triplegico, ha una lesione midollare d11 completa e una lesione brachiale del plesso sinistro anch’essa completa. Il dopo incidente lo ha vissuto sempre ad Ala fino a maggio 2010, quando ha deciso di trasferirsi a Riva del Garda.

### Carriera sportiva

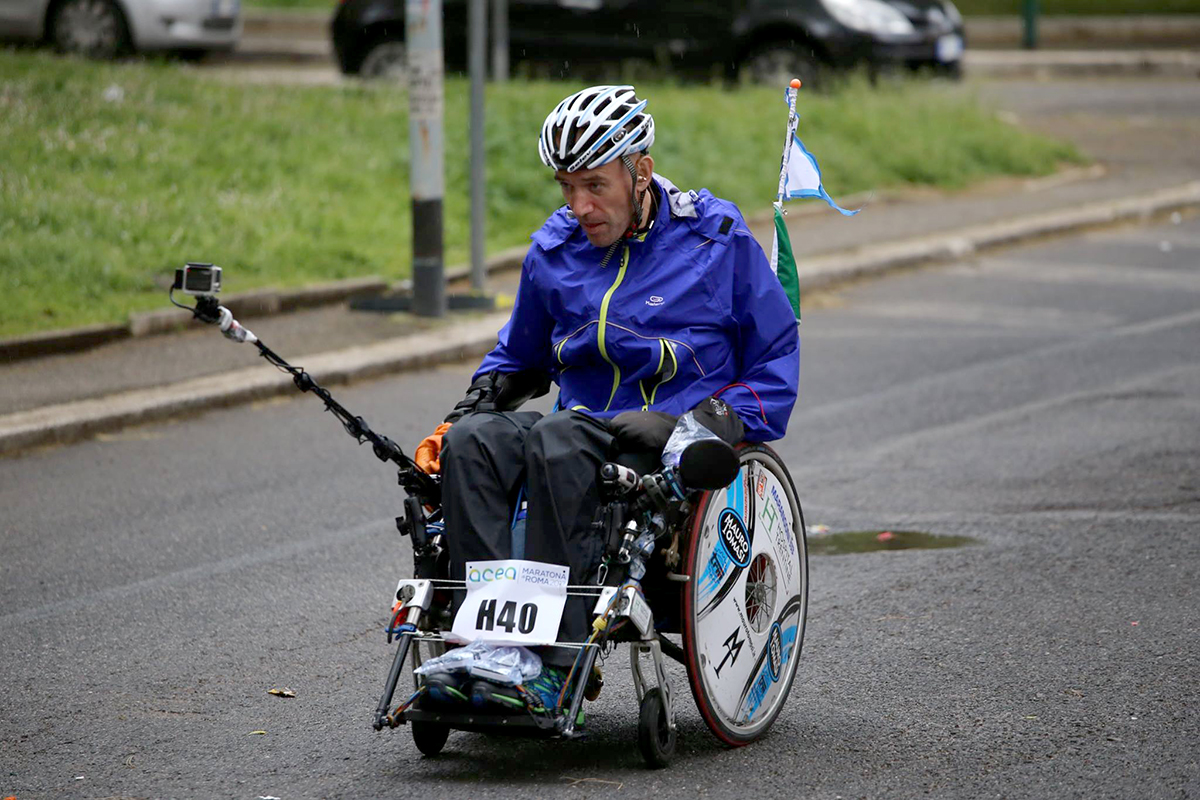
Mauro Tomasi alla Maratona di Roma 2017

A Riva del Garda ha iniziato la sua carriera sportiva, nel 2012 con la sua prima maratona, la International Lake Marathon del 12 ottobre, da allora ha completato oltre 50 maratone, tra le più note; New York, Barcellona, Valencia, Berlino, Edimburgo, Roma, Venezia, Padova, Treviso, la 100 km del Passatore e Athens Classic Marathon, partecipando ad altre manifestazioni sportive.
Utilizza una carrozzina normale monoguida, che spinge con un braccio solo.